# ТЭС Козенице
ТЭС Козенице — угольная тепловая электростанция в центральной части Польши за семь десятков километров к югу от Варшавы, около села Сверже-Гурне.

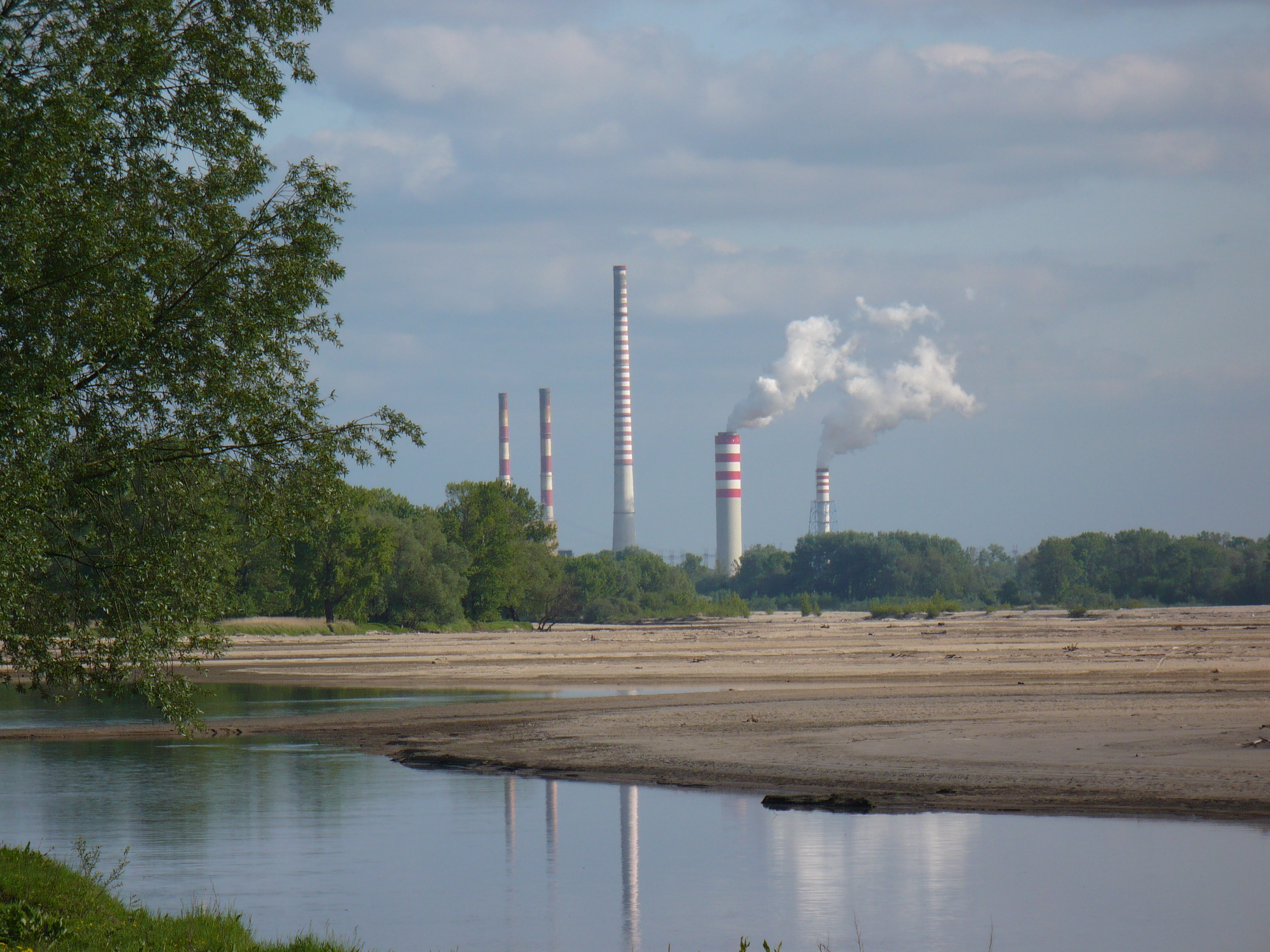
Станция в 2012 году. По центру дымовая труба блоков 9—10 (ныне частично демонтирована), слева две одинаковые трубы блоков 1—8, справа трубы установки десульфуризации блоков 9—10 и одна из труб аналогичной установки блоков 1—8

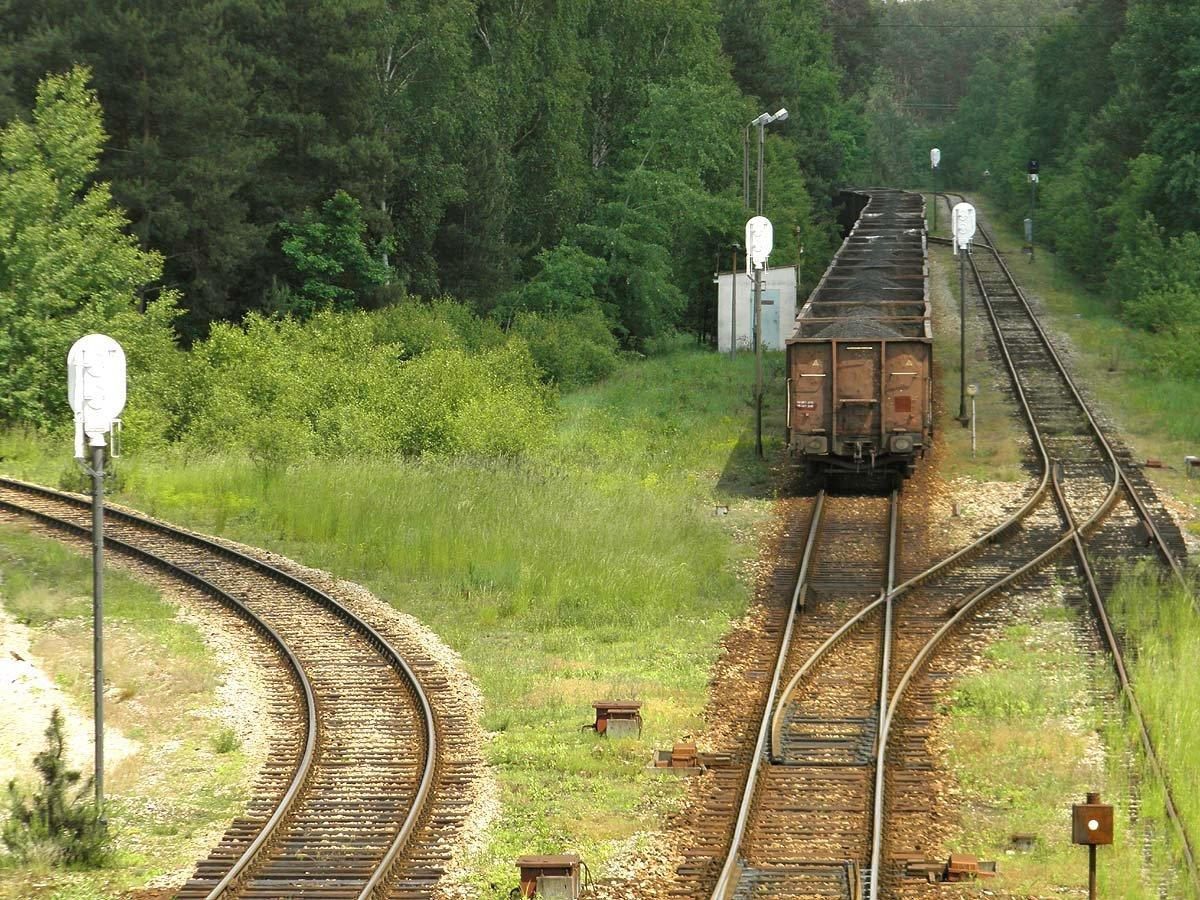
Железнодорожные пути, по которым на станцию доставляют уголь

С 1972 по 1975 годы на площадке станции возвели восемь энергоблоков мощностью по 200 МВт. Их оборудовали котлами рацибужской компании Rafako ОР-650, турбинами 13К215 производства Zamech (Эльблонг) и генераторами TWW200, поставленными Dolmel (Вроцлав).
В 1978 и 1979 годах добавили два значительно более мощных блока с показателями по 500 МВт, где смонтировали котлы Deutsche Babcock АР-1650, турбины Ленинградского механического завода K-5-166-2 и генераторы Электросила TWW500.
В дальнейшем энергоблоки станции модернизировали (типовой показатель составляет 230 МВт для блоков 1—8 и 560 МВт для № 9 и № 10), так что по состоянию на середину 2010-х она имела мощность в 2941 МВт.
В 2017 году вступил в строй блок № 11 мощностью 1075 МВт, построенный с использованием технологии ультрасверхкритических параметров пара. Основное оборудование для него поставила компания Mitsubishi Hitachi. Топливная эффективность этого объекта составляет 45,6 %, тогда как для старых блоков показатель составляет лишь 36,6 %.
По состоянию на конец 2020-х годов вывод энергоблоков 1—10 из эксплуатации планировался на период с 2029 по 2041 год, тогда как блок № 11 должен работать до 2050 года.
Воду для охлаждения получают из Вислы, на левом берегу которой расположена площадка ТЭС.
Для удаления продуктов сгорания блоков 1—8 соорудили две дымовые трубы высотой по 200 метров, тогда как сооружение для блоков 9 и 10 достигало высоты 300 метров. В 2010 году после запуска установки десульфуризации газов блоков 9 и 10 появилась ещё одна труба высотой 150 метров, а высоту трубы этих блоков уменьшили до того же показателя. В дальнейшем при установке десульфуризации блоков 1—8 ввели в эксплуатацию ещё две трубы.
Выдача продукции осуществляется по ЛЭП, рассчитанным на работу под напряжением 400 кВ, 220 кВ и 110 кВ.